# L'ammutinamento del Caine
L'ammutinamento del Caine (The Caine Mutiny) è un film del 1954 di Edward Dmytryk ispirato all'omonimo romanzo scritto da Herman Wouk nel 1951.

## Trama
Il guardiamarina Willis Seward "Willie" Keith, laureato all'Università di Princeton e di ottima estrazione sociale, appena diplomatosi all'Accademia viene imbarcato come prima destinazione sul Caine, un dragamine della marina militare americana, in pessimo stato di approntamento dopo due anni di guerra, comandato dal capitano DeVriess, un pragmatico veterano che, nonostante le ottime referenze del giovane ufficiale, non perde occasione di fargli pesare la sua inesperienza navale che le esercitazioni confermano puntualmente; la disistima è tuttavia ricambiata in quanto Willie considera l'anziano comandante troppo permissivo e poco autoritario nei confronti dell'equipaggio.
Dopo il primo periodo di ambientamento le cose non sembrano migliorare e il capitano, pur riconoscendo l'intelligenza e l'attitudine di Willie, non ne apprezza le qualità militari e, dopo un breve dialogo a seguito della lettura delle note caratteristiche del guardiamarina in cui entrambi si dichiarano civilmente le rispettive contrarietà, il comandante comunica il suo trasferimento ad altra destinazione e che il comando della nave sarà assunto dal capitano di corvetta Philip Francis Queeg, suscitando in Willie una non nascosta soddisfazione.
Durante la prima riunione alla presenza di tutti gli ufficiali il capitano, dopo averli informati che proviene da due anni di guerra nell'Atlantico, riprende un marinaio con la divisa in disordine e, innervosito dall'aspetto trasandato del militare, estrae dalla tasca due sfere di acciaio e, facendole ruotare nella mano, avverte gli ufficiali che non tollererà nessun comportamento al di fuori delle norme navali, specificando che, in caso di infrazioni al regolamento, non esiterà a infliggere sanzioni disciplinari. L'episodio non passa inosservato e, mentre Willie si dimostra entusiasta per il nuovo capitano che ai suoi occhi incarna quella giusta severità che un comandante dovrebbe possedere, il secondo ufficiale, il tenente Steve Maryk, e l'ufficiale subalterno anziano, il tenente Thomas Keefer, non nascondono qualche perplessità.
Il timore espresso dai due ufficiali cresce durante il primo periodo di comando dove Queeg commette un grossolano errore durante un'esercitazione di rimorchio bersaglio facendo ruotare la nave in cerchio e tagliando il cavo da rimorchio non ascoltando i richiami del timoniere, essendo impegnato a rimproverare Willie e Keefer per la tenuta di un marinaio, tenendo tuttavia nascosto l'incidente all'Ammiragliato. La situazione si aggrava quando, durante un attacco, il capitano si lascia prendere dal panico e, circa un miglio prima di quanto ordinato, abbandona la scorta ai mezzi da sbarco, ammarando il segnale giallo di difficoltà, virando e allontanandosi; questo episodio provoca dapprima il disprezzo e successivamente il dileggio di tutti gli ufficiali, che gli affibbiano il soprannome di "macchia gialla".
Queeg, cosciente di quanto accaduto, convoca una riunione dove sembra porgere delle scuse, ma la frattura tra lui e l'equipaggio è ormai insanabile e Keefer solleva l'ipotesi che l'insolito comportamento del comandante sia dovuto a problemi di natura mentale e che Queeg possa soffrire di disturbi legati alla paranoia, invocando un ricorso al Comando di squadra.
Maryk si oppone a questa ipotesi, esortando decisamente l'amico a non insistere su questo argomento ma contemporaneamente inizia a compilare un diario in cui annota scrupolosamente i comportamenti "anomali" di Queeg, quali l'eccessivo rigore nei confronti dell'equipaggio, il timore continuo di essere ingannato e le reazioni sproporzionate rispetto a fatti di scarso rilievo. Le cose tendono a peggiorare fino a quando viene pretesa una commissione di inchiesta per un presunto furto di ciliegie sciroppate dalla cambusa e per questo egli dà ordine di perquisire tutto l'equipaggio e tutta la nave alla ricerca di una seconda chiave che tuttavia non si trova e il guardiamarina Barney Harding, prima di lasciare la nave a causa di una malattia che ha colpito la moglie, confida a Maryk, Keefer e Keith di avere già informato il comandante che la chiave non esiste e che gli autori del furto sono i tre cuochi ma Queeg, per non perdere la faccia, lo ha costretto a tacere minacciandolo di non farlo partire.
Questa notizia induce Keefer a proporre a Maryk di destituire il comandante e questi, ormai convinto delle ragioni del tenente, si reca a rapporto dall'ammiraglio di squadra insieme a lui e a Willie ma, una volta giunti sulla portaerei, prima di essere ricevuti, Keefer ha dei ripensamenti e, temendo possibili sanzioni, suggerisce a Maryk di rinunciare.
La situazione precipita durante la successiva missione dove, durante un tifone, Queeg perde il controllo e il secondo ufficiale, al fine di evitare un possibile affondamento, destituisce il comandante, con l'appoggio di Willie in quel momento ufficiale di guardia, modificando la rotta in opposizione agli ordini ricevuti prima della partenza.

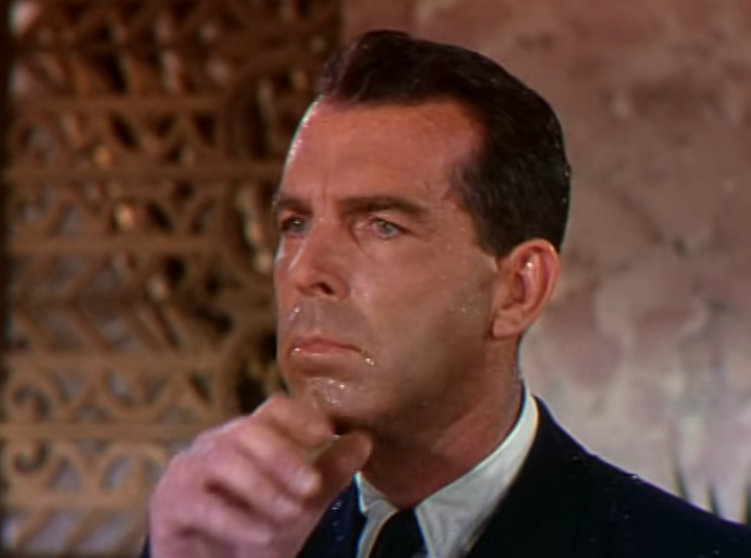
Fred MacMurray in una scena

Al rientro a San Francisco i due vengono messi sotto processo per ammutinamento e, a seguito del rifiuto di otto avvocati, il tenente Barney Greenwald, dopo avere messo al corrente Keefer della sua possibile correità per avere precedentemente "suggerito" la destituzione del comandante e averne da lui ricevuto un freddo diniego, decide di rappresentare la difesa sostenendo l'innocenza dei due ufficiali.
L'accusa è ottimamente rappresentata dal tenente Challee, il quale, durante l'interrogatorio dei testimoni e del perito psicologo della marina, sembra dimostrare efficacemente la sua tesi, che trova un'ulteriore conferma nell'inaspettato comportamento di Keefer, che si dissocia totalmente dall'azione dell'amico, negando qualsiasi coinvolgimento da parte sua prima e durante l'accaduto. La situazione sembrerebbe volgere al peggio ma Queeg, durante il controinterrogatorio, crolla sotto ai richiami di Greenwald riguardo al suo strano comportamento tenuto in servizio ed esplode, rivelando alla giuria della corte marziale la sua natura paranoide e di conseguenza giustificando la sua destituzione.
La causa è vinta e il comandante viene messo a riposo ma, alla sera, durante i festeggiamenti degli ufficiali, Greenwald si presenta ubriaco rivelando ai presenti sia la vigliaccheria di Keefer sia il loro cattivo comportamento durante il servizio, e gli rinfaccia il distacco e il mancato aiuto al comandante dopo l'episodio dello sbarco. Essi si rendono conto della loro parte di responsabilità e lasciano Keefer da solo dopo che l'avvocato, in un impeto di disprezzo, gli ha versato un bicchiere di champagne in faccia.
Il Caine è messo in disarmo e l'equipaggio riassegnato: Willie viene imbarcato su un altro dragamine dove inaspettatamente ritrova il suo primo comandante, il capitano DeVriess, il quale, non serbando rancore, gli affida sorridendo la manovra della nave che salpa, mettendo alle spalle e chiudendo definitivamente il loro difficile inizio.

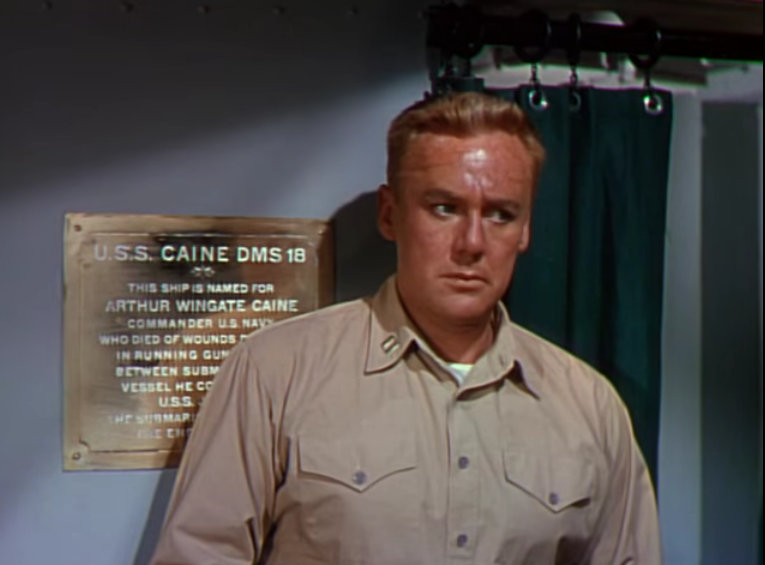
Van Johnson in una scena

## Accoglienza
Il film riscosse un buon successo di pubblico risultando tra i primi 5 film per incasso negli USA nell'anno di uscita.

## Riconoscimenti
Il film ricevette numerose nomination agli Oscar del 1955 tra cui quella per miglior film e migliore attore protagonista, non vincendone nessuno.
- 1955 - Premio Oscar
  - Candidatura al miglior film
  - Candidatura al miglior attore protagonista a Humphrey Bogart
  - Candidatura al miglior attore non protagonista a Tom Tully
  - Candidatura alla migliore sceneggiatura a Stanley Roberts
  - Candidatura al miglior montaggio a William A. Lyon e Henry Batista
  - Candidatura alla miglior colonna sonora a Max Steiner
  - Candidatura al miglior sonoro a John P. Livadary e Columbia Studio Sound Department